# Jair Ohmsford
Jair Ohmsford è un personaggio della trilogia di Shannara scritta da Terry Brooks. È il coprotagonista insieme a Brin Ohmsford del terzo romanzo della serie di Shannara, La Canzone di Shannara e della graphic novel Lo Spirito Oscuro di Shannara un ragazzo coraggioso e perspicace pronto a tutto per proteggere la sorella.

## Storia
Vede partire Allanon con la sorella Brin alla ricerca del libro del male; egli è contrariato per il fatto che gli sia stato ordinato di aspettare a casa il ritorno dei genitori. In attesa dei genitori il giovane scopre che uno Gnomo lo spia; questo gli chiede informazioni su Allanon. Jair lo stordisce avendolo prima ingannato con il potere della sua canzone che può solo creare illusione.
Corre verso casa per recuperare le Pietre Magiche del padre temendo che qualcuno le possa rubare. Qui si accorge della presenza di uno spirito del male: una Mortombra. Nonostante la paura che lo assale le recupera e scappa.
Jair si dirige per cercare rifugio presso il padre di Rone Leah re di Leah e amico di famiglia; arriva ad un capanno dei Leah per passare la notte quando prima che se ne renda conto viene colpito e sviene. Quando rinviene, legato e imbavagliato, scopre che è stato lo gnomo che lo seguiva; il suo nome è Slanter ed è un battitore. Questi lo consegna a un guarnigione di Gnomi che decidono di portarlo nelle Terre dell'Est ai loro padroni Mortombre.
Quando tutto sembra perduto il ragazzo viene salvato da un uomo misterioso che con doti straordinarie di guerriero uccide gli Gnomi che lo tengono prigioniero. L'uomo si chiama Garet Jax ed è un Maestro d'Armi.
Garet decide di portare Jair verso est nella città di Culhaven insieme allo gnomo Slanter che farà loro da guida attraverso la foresta delle Querce Nere. Qui un mostro li attacca, ma Garet li salva uccidendolo.
Durante il viaggio Jair incontra il Re del Fiume Argento che gli svela una terribile verità: le Sorgenti del Cielo del Fiume Argento sono state avvelenate dalle Mortombre. Il re chiede a Jair le Pietre Magiche e in cambio gli dà una sfera magica con cui potrà veder la sorella lungo il suo viaggio; un sacchetto con una polvere d'argento da riversare nella Sorgente del Cielo per eliminare il veleno e un dono prezioso che gli permetterà di poter usare, per una sola volta, la sua canzone magica non per creare illusione, ma per modificare la realtà e salvare la sorella.
Jair racconta l'incontro con il Re d'Argento e della missione conferitagli; i due decidono di accompagnarlo e si dirigono a Culhaven, capitale del regno dei Nani. Quando arrivano essi trovano altri compagni che, vista l'importanza della missione, decidono di accompagnarli; al suo fianco ci saranno oltre a Garet, un nano Elb Foraker, Edain Elessedil, nipote di Eventine re degli Elfi, Helt un uomo della frontiera ed infine Slanter che, nonostante non sia convinto, decide di far loro da guida.
La piccola compagnia prosegue il viaggio ed incontra la prima insidia in una zona chiamata il Cuneo dove il fiume Argento passa in una gola collegata con un ponte costruito dai nani da usarsi in caso di ritirata; per superare il pericolo devono superare il ponte e per fare questo Jair usa la sua canzone per rendere invisibili il gruppo che può in questo modo superarlo senza pericolo e farlo crollare dopo averlo attraversato.
Infine giungono a Capaal alla roccaforte dei Nani che è assediata dall'esercito degli gnomi; decidono di avvertire i nani assediati che il ponte sul Cuneo è stato fatto crollare. Nel far questo essi sono assediati da Gnomi; Garet e Jair sono costretti a buttarsi nel lago Cillidellan per salvarsi.
L'indomani Jair si risveglia all'interno della fortezza in compagnia di Slanter e apprende che il resto della compagnia è salvo. Quando si trova nella fortezza si dirige con i compagni nelle segrete della roccaforte per incontrare un Mwellret, un rettile bipede che forse può indicare loro la strada per la Sorgente del Cielo, ma la creatura non collabora.
Ormai la compagnia deve scappare perché le Mortombre hanno evocato un'orrenda creatura, un
Kraken che distrugge le mura della fortezza dei Nani. Nell'attacco Jair vede scomparire il resto dei compagni; egli fugge con Slanter, ma durante la fuga concitata viene catturato dal rettile fuggito dalla prigione.
Il Mwellret conduce il suo prigioniero verso nord nella prigione Dun Fee Aran; il rettile confida a Jair che vuole la magia della canzone magica. Jair viene rinchiuso in una cella angusta; qui il giovane interroga la sfera per vedere la sorte della sorella, però quando usa la sfera viene preso in flagrante dal rettile che lo minaccia affinché gli riveli il segreto della sua magia; ma quando sembra avere la peggio il giovane viene salvato dal resto della compagnia che l'hanno raggiunto.
A questo punto il gruppo con il Mwellret esce dalla prigione combattendo contro le orde di Gnomi che sbarrano la strada di uscita. Nonostante tutto riescono a salvarsi e si mettono in viaggio verso le Montagne del Corvo.
La compagnia deve raggiungere Graymark, ma passare per le Montagne del Corvo richiederebbe molto tempo; un percorso alternativo è suggerito dal Mwellret che dice che possono passare per le Caverne della Notte.
In quelle caverne ci sono i Prock creature figlie dell'antica magia che sono parte integrante delle rocce e divoravano tutto quello che passa loro vicino.
Sebbene pericoloso la compagnia decide che debbono passare per le caverne; si legano tutti con una corda in modo da poter avanzare uno dopo l'altro senza perdersi. Si aiutano con una luce evocata dalla magia del Mewellret che però quando nessuno se l'aspetta agguanta Jair e lo minaccia con un pugnale.
Quando gli eventi sembrano precipitare la determinazione e il potere della sua canzone gli permettono di liberarsi; i suoi compagni subito sono addosso al rettile che precipita direttamente nelle fauci terribili dei Prock che lo dilaniano.
Ora con la luce della sfera magica e l'aiuto della canzone Jair illumina il resto del percorso da fare ed escono dalla Caverne della notte.
Jair con i suoi amici emergono sulle Montagne del Corvo; da lì intravedono Graymarck e dietro vedono l'arco di pietra Croagh che conduce diritto alla Sorgente del Cielo la loro meta. Ancora Jair interroga la sfera magica e vede la sorella che sta attraversando il tunnel sotto Graymarck; non c'è tempo per fermarsi devono partire immediatamente prima che sia troppo tardi.
Jair e il resto della compagnia imboccano la strada delle cantine di Graymark; qui incontrano una creatura del male, che ferisce avvelenandolo Helt; ormai l'allarme è scattato e orde di Gnomi attaccano la compagnia i cui membri si difendono con coraggio e con la promessa solenne che Jair deve arrivare a compiere la sua missione a costo della propria vita.
La compagnia di amici giunge ad una porta cancello che sembra essere l'unica via di uscita; la porta è regolata da un meccanismo di apertura e chiusura che gli Gnomi cercano di bloccare.
Jair e i suoi compagni attraversano la porta cancello, dietro di loro Helt, intuendo che la sua vita è agli sgoccioli, blocca i meccanismo e gli inseguitori.
La fuga continua e la lotta si fa sempre più serrata; moltitudini di Gnomi arrivano da tutte le parti; il nano Elb e il giovane principe elfo Edain vengono feriti gravemente. I due si fermano e decidono di coprire la fuga del resto della compagnia.
Jair e il resto dei superstiti continuano l'ascesa, quando incontrano una caverna in cui li aspetta una creatura del male figlia dell'antica magia, una Jachyra che sta per attaccarli; Garet è pronto allo scontro finale.
Ormai soli, Jair e il suo compagno Slanter si dirigono alla sorgente del Cielo; qui il giovane prende il sacchetto con la polvere d'argento e la riversa nelle acque fetide e avvelenate che a contatto con la polvere ridiventano limpide come una volta.
Immediatamente Jair prende la sfera magica e la lancia nelle acque che gli rivelano il volto di Brin; l'immagine che vede non è più quella della sorella amata, ma quella di una creatura del male che il libro della magia nera, l'Ildatch, ha trasformato in sua schiava.
Ora Jair ricorda che il Re del Fiume Argento gli aveva predetto che avrebbe potuto per una
sola volta usare il potere della sua canzone piuttosto che per ingannare, ma per cambiare la realtà; egli canta e scompare materializzandosi vicino alla sorella che è in preda alla magia nera.
Quando si materializza nella sala dell'Ildatch la sorella cerca di distruggerlo; Jair ricorre all'illusione della sua canzone per difendersi, evoca la figura di Allanon per far ritornare in sé Brin.
Nonostante tutti gli sforzi non riesce a far rinvenire la sorella; allora Jair decide che l'unica soluzione è quella di ricorrere alla realtà. Jair, non curandosi del pericolo, va incontro alla sorella e la tocca: solo a questo punto tutti i ricordi inondano Brin.
L'amore del fratello e della sua famiglia hanno la meglio sul potere del libro del male. Brin rinviene e distrugge l'Ildatch.
Jair ritorna alla Sorgente del Cielo dove l'aspetta Slanter; i due si dirigono verso la foresta palude per andare incontro a Brin.
Finalmente i due fratelli si ricongiungono e sono pronti per ritornare a casa. Ma il ricordo è per i valorosi compagni che con il loro sacrificio hanno permesso di compiere la missione: Garet Jax, Edain Elessedil, Elb Foraker, Helt.
A questo punto tutto è finito e Jair e il suo amico Slanter si salutano; il giovane con la sorella Brin si incamminano per far ritorno a Valle d'Ombra.